# Tifluadom
Il tifluadom è uno psicofarmaco appartenente alla categoria delle benzodiazepine. A differenza della maggior parte delle benzodiazepine, il tifluadom non ha attività sul recettore GABA A, ma è invece un agonista selettivo per il recettore kappa oppioide. Il farmaco ha potenti effetti analgesici, diuretici negli animali, sedativi e stimola l'appetito. Ha inoltre degli effetti sul comportamento dei ratti che possono essere contrastati con la somministrazione di Naloxone.

## Effetti collaterali
Nonostante il tifluadom abbia diversi effetti che potrebbero essere potenzialmente usati in medicina, come l'analgesia e la stimolazione dell'appetito, gli agonisti oppioidi tendono a produrre effetti indesiderati nell'uomo come disforia e allucinazioni, perciò questi farmaci tendono ad essere usati solo nella ricerca scientifica. Gli effetti disforici sono simili a quelli osservati quando si utilizzano altri agonisti dei recettori κ-oppioidi come la pentazocina e la salvinorina A e possono essere considerati l'opposto dell'euforia indotta dalla morfina. Pertanto, si ritiene che gli agonisti K abbiano un potenziale di abuso molto limitato.